# Morishima Tsukasa
Morishima Tsukasa (森島 司 sinh ngày 25 tháng 4 năm 1997 ở Mie) là cầu thủ bóng đá người Nhật Bản người mà đang chơi cho Sanfrecce Hiroshima.

## Sự nghiệp
Morishima Tsukasa gia nhập câu lạc bộ thuộc J1 League là Sanfrecce Hiroshima vào năm 2016. Vào ngày 4 tháng 5, anh có trận ra mắt ở AFC Champions League (đấu với FC Seoul).

## Thống kê Câu lạc bộ
Cập nhật đến ngày 23 tháng 2 năm 2016.
| Thông tin câu lạc bộ | Thông tin câu lạc bộ | Thông tin câu lạc bộ | Giải | Giải | Cup           | Cup           | Cúp Liên Đoàn | Cúp Liên Đoàn | Cúp Châu lục | Cúp Châu lục | Khác   | Khác   | Tổng cộng | Tổng cộng |
| Mùa                  | Câu lạc bộ           | Giải                 | Trận | Bàn  | Trận          | Bàn           | Trận          | Bàn           | Trận         | Bàn          | Trận   | Bàn    | Trận      | Bàn       |
| Nhật Bản             | Nhật Bản             | Nhật Bản             | Giải | Giải | Emperor's Cup | Emperor's Cup | J. League Cup | J. League Cup | AFC          | AFC          | Other1 | Other1 | Total     | Total     |
| -------------------- | -------------------- | -------------------- | ---- | ---- | ------------- | ------------- | ------------- | ------------- | ------------ | ------------ | ------ | ------ | --------- | --------- |
| 2016                 | Sanfrecce Hiroshima  | J1 League            | 0    | 0    | 0             | 0             | 0             | 0             | 0            | 0            | 0      | 0      | 0         | 0         |
| Tổng cộng sự nghiệp  | Tổng cộng sự nghiệp  | Tổng cộng sự nghiệp  | 0    | 0    | 0             | 0             | 0             | 0             | 0            | 0            | 0      | 0      | 0         | 0         |

1Bao gồm Siêu cúp Nhật Bản.